# Шоуто на Скуби-Ду
„Шоуто на Скуби-Ду“ (на английски: The Scooby-Doo Show) е третото въплъщение от дълго излъчваната анимация на Хана-Барбъра – „Скуби-Ду“. Шоуто дебютира на 11 септември 1976 г. и върви в три сезона с общо 40 продуцирани епизода.

## „Шоуто на Скуби-Ду“ в България
В България сериалът, преведен просто „Скуби-Ду“, започва излъчване на 3 септември 2007 г., като част от детската програма на Диема Фемили, всеки делничен ден от 13:30 през първите две седмици, а от третата в 13:55 и завършва на 26 октомври 2007 г. Повторно излъчване започва на 14 септември 2009 г., всеки делничен ден от 07:55. Ролите се озвучават от артистите Цветослава Симеонова, Елисавета Господинова, Петър Чернев и Станислав Димитров.
На 1 октомври 2009 г. сериалът, също преведен просто „Скуби-Ду“, започва повторно излъчване по локалната версия на Cartoon Network, всеки делничен ден от 11:05, 13:35 и 18:10 и 04:50, а в събота и неделя от 09:50, 11:05, 13:35 и 18:10. Нови епизоди се излъчват от 23 януари 2012 г., всеки делничен ден от 17:30 с повторение от понеделник до петък от 10:45 и през уикенда в същия час. Дублажът е на студио Александра Аудио и е синхронен.
| Роля                                                  | Изпълнител          |
| ----------------------------------------------------- | ------------------- |
| Скуби-Ду                                              | Георги Спасов       |
| Шаги Роджърс                                          | Георги Стоянов      |
| Фред Джоунс                                           | Кирил Бояджиев      |
| Дафни Блейк                                           | Златина Тасева      |
| Велма Динкли                                          | Татяна Етимова      |
| Елина Стоунхек Г-жа Крейн                             | Василка Сугарева    |
| Бет                                                   | Росица Александрова |
| Безглавия конник Тарлоф                               | Георги Георгиев     |
| Елууд Офицер Олдфилд                                  | Анатолий Божинов    |
| Шериф Конферансие Кларънс                             | Лъчезар Стефанов    |
| Професор Стоунхей Шегуърти Черният рицар Д-р Туксбъри | Здравко Димитров    |
| Зарко Мерлин                                          | Георги Тодоров      |
| Други гласове                                         | Мина Костова        |

| Обработка              | Александра Аудио |
| ---------------------- | ---------------- |
| Изпълнителен продуцент | Васил Новаков    |
| Преводач               | Силвия Вълкова   |
| Тонрежисьор            | Петър Костов     |
| Режисьор на дублажа    | Василка Сугарева |

### Издания на VHS в България
В края на 90-те години Мулти Видео Център издава касета с епизода „Изплашени до смърт в замъка Камелот“. Ролите се озвучават от артистите Наталия Бардская, Цветан Ватев, Любомир Младенов и Сава Пиперов.

## Песничката
Българският вариант на песента с дублажа по Диема Фемили в началото гласи:
| „ | Той завръща се да прави ново шоу, Скуби-Ду пак е тук, отиваме надалеч! И докато Скуби бяга от страшния призрак, то Шеги усърдно дерзае! Хайде, елате и вие да разкрием загадката! Бъдете тук за Скуби-Ду! (изчакване) Хайде, елате и вие да разкрием загадката! Бъдете тук за Скуби-Ду! (Скуби-Ду пее) Приятелчето ми, Скуби-дуби-ду! | “ |

Българският вариант на песента с дублажа по Cartoon Network в началото гласи:
| „ | Започват приключения и игри безброй, Скуби Ду е нашият любим герой. „От призрак страшен как ще се измъкне той?“ – Шаги помогни му и така не стой! Елате с нас сега за поредната игра. Заедно със Скуби Ду! (изчакване) Елате с нас сега за поредната игра. Заедно със Скуби Ду! (Шаги казва:) С моя приятел! (Скуби казва:) Скуби-дуби-дуу! | “ |